# Medalja za vojaške zasluge
Medalja za vojaške zasluge je bilo odlikovanje SFRJ, ki se je podeljevalo vojaškim voditeljem in vojakom, ki so s svojim zgledom pri delu razvijali vnemo za uresničevanje postavljenih nalog ali so se odlikovali s takimi starešinskimi ali vojaškimi lastnostmi, da so bili drugim vzgled.
Ta medalja se je podeljevala tudi civilnim osebam v vojaških enotah, organizacijam združenega dela in drugih organizacijam, ki so s svojim zgledom pri delu razvijali vnemo pri uresničevanju nalog posebnega neposrednega pomena za narodno obrambo.

Medalja za vojaške zasluge je bila med medaljami SFRJ po pomembnosti na četrtem mestu.